# Nahasey
Nahasey è una circoscrizione rurale (rural ward) della Tanzania situata nel distretto di Mbulu, regione del Manyara. Conta una popolazione di 9 844 abitanti (censimento 2012).